# Lac Quill
À ne pas confondre avec les lacs Quill, situés au Canada
Le lac Quill est un lac de montagne occupant un ombilic glaciaire dans le parc national de Fiordland, sur la côte ouest de l'Île du Sud en Nouvelle-Zélande. Situé à proximité de la mer mais à une altitude de près de mille mètres, il se déverse en aval par une série de chutes d'eau, les chutes Sutherland.

## Toponymie
Le lac doit son nom à l’explorateur William Quill qui gravit la falaise des chutes Sutherland le 9 mars 1890, en une ascension de trois heures et demie,.

## Situation
Situé dans la partie septentrionale du parc national de Fiordland, le lac est proche du Sutherland Sound (en) mais situé dans le bassin versant du Milford Sound.
Le lac Quill est situé à une altitude de 979 mètres. Il est dominé à l'est par le massif du mont Hart, culminant à 1 769 mètres, au sud-est par le Couloir Peak, culminant à 1 682 mètres.

## Hydrologie
L'eau du lac est renommée pour sa couleur turquoise, due à la présence de nombreux sédiments glaciaires en suspension.
Le bassin versant du lac est assez réduit, mais la région est extrêmement pluvieuse, recevant environ 6 000 millimètres de pluie annuelle, ce qui lui assure un renouvellement d'eau assez rapide et permet la création d'un écosystème riche, qui ne compte certes pas d'arbres mais différentes espèces de mousses et de fougères. Le lac et ses environs abritent également plusieurs espèces endémiques d'oiseaux dont les prédateurs naturels ne s'aventurent pas dans la zone.

## Tourisme
Au pied des chutes passe le Milford Track.
Le lac ainsi que les chutes servent de décor au film Mission impossible : Fallout sorti en 2018,.